# Tour del Senegal
El Tour del Senegal (en francès Tour cycliste du Sénégal) és una cursa ciclista per etapes que es disputa al Senegal a començaments de la tardor. La cursa forma part de l'UCI Àfrica Tour, amb una categoria 2.2.
La primera edició es disputà el 2000, tot i que durant els anys 70 del segle XX se'n disputaren algunes edicions. Fins al 2010 es disputà de manera ininterrompuda, amb un parèntesi de 2011 a 2014. Amb l'excepció del 2008, 2010 i 2015 la cursa sempre ha format part de l'UCI Àfrica Tour.

## Palmarès
| Any     | Vencedor             | Segon                    | Tercer                |
| ------- | -------------------- | ------------------------ | --------------------- |
| 2001    | Christophe Lebarbier | Abdoulaye Thiam          | Jacques Castagn       |
| 2002    | Andris Naudužs       | Leonardo Scarselli       | Thierry David         |
| 2003    | Leonardo Scarselli   | Abdelati Saadoune        | Cherif Merabet        |
| 2004    | Mariano Giallorenzo  | Philippe Schnyder        | Stéphane Botherel     |
| 2005    | Alexandre Lecocq     | David Jungles            | Pascal Bouba          |
| 2006    | Lukasz Podolski      | Erwann Lollierou         | Frédéric Geminiani    |
| 2007    | Adil Jelloul         | Abdelati Saadoune        | Anthony Rigault       |
| 2008    | Joeri Calleeuw       | Faysal Shaban Alsharaa   | Ivan Viglasky         |
| 2009    | Stéphane Roger       | Ahmed Hafiz              | Amr Mahmoud           |
| 2010    | Massamba Sarré Diouf | Stéphane Roger           | ?                     |
| 2011-14 | No disputat          |                          |                       |
| 2015    | Zouhair Rahil        | Patrick Kos              | Steve Houanard        |
| 2016    | Abdellah Ben Youcef  | Abderrahmane Mehdi Hamza | Abderrahmane Mansouri |
| 2017    | Islam Mansouri       | Médéric Clain            | Lucas Carstensen      |
| 2018    | Dan Craven           | Abderrahmane Hamza       | Rick Nobel            |
| 2019    | Didier Munyaneza     | Hermann Keller           | Marek Čanecký         |